# Смилец (династия)
Вижте пояснителната страница за други значения на Смилец.
Смилец е българска царска династия от края на 13 век. 
Династията е кръстена на българския цар Смилец, управлявал от 1292 до 1298 г. След няколко поредни неуспешни опита да спре татарското влияние в България цар Георги I Тертер принудително абдикира. Тогава Смилец заема българския престол със съгласието на татарския хан Ногай. След като става цар, започва война с Византия, но претърпява пълен неуспех. Впоследствие след още няколко неуспешни опита във вътрешната и външната политика на страната Смилец губи и малкото доверие, което някога е имал сред болярското съсловие. 
Вторият представител на династията е синът на Смилец - Иван поради малолетието си управлява заедно с майка си Смилцена и деспота на Крън Алдимир. През есента на 1299 г. синът на починалия вече хан Ногай - Чака и синът на цар Георги I Тертер - Теодор Светослав успяват да стигнат до Търново с малка войска, където Теодор Светослав подкупва болярите, за да влезе в столицата. Там те провъзгласяват сина на Ногай за цар на България. Смилцена и синът ѝ Иван IV Смилец бягат първоначално в Крън, а след това в Константинопол.

## Представители
- Смилец - имената на родителите му са неизвестни, но се знае, че е от благороднически произход. Има двама братя.
- Смилцена Палеологина - съпруга на Смилец, дъщеря на Константин Палеолог
- Марина Смилец - дъщеря на Смилец и Смилцена
- Теодора Смилец - дъщеря на Смилец и Смилцена, съпруга на сръбския крал Стефан Урош III Дечански
- Иван IV Смилец - син на Смилец и Смилцена
- Иван Драгушин - син на Марина и Алдимир.